# 岐久村
岐久村（きくむら）は、島根県簸川郡にあった村。現在の出雲市多伎町多岐、多伎町小田、多伎町久村にあたる。

## 地理
- 海洋：日本海[1]
- 河川：小田川、猪子田川、西明川、菅沢川[2]、久村川[3]

## 歴史
- 1889年（明治22年）4月1日、町村制の施行により、神門郡田岐村、久村、窪田村が発足[4]。
- 1896年（明治29年）4月1日、郡の統合により上記の3村は簸川郡に所属[4]。
- 1950年（昭和25年）12月20日、簸川郡田岐村、久村、窪田村の一部（大字毛津字宇杉の一部[5]）が合併して岐久村を新設[6][7]。
- 1956年（昭和31年）9月30日、簸川郡田儀村と合併して、多伎村を新設して廃止[6][7]。

### 地名の由来
合併した田岐村、久村の各一文字を組合わせたもの。